# 吉田真由美 (DJ)
吉田 真由美（よしだ まゆみ、1949年 - ）は、日本の映画評論家、DJ。

## 人物
富山県生まれ。日本大学芸術学部映画学科卒業。1969年より映画評論業。1984年より「自然食というライフスタイル」実践の自称「エコおばさん」。1990年代末より「手書き原稿を提出する唯二の映画評論家」の1人となり今日に至る。
フォーク歌手で白鷗大学教授の山本コウタローとは事実婚の関係だった。馴れ初めはラジオ深夜番組「パック・イン・ミュージック」で、山本が一部、吉田が二部を担当したこと。

## 著作
- 吉田真由美, 松本侑壬子,大竹洋子, 林冬子, 高野悦子, 小藤田千栄子（共著）「女性監督映画の全貌」パドウィメンズオフィス、2001年

## ラジオ番組
- パック・イン・ミュージック（TBSラジオ）
- 音楽ナイト・シネないと（TBSラジオ）